# Liza Minnelli
Liza May Minnelli (n. 12 martie 1946) este o actriță, cântăreață și dansatoare americană, laureată a premiului Oscar pentru rolul din musicalul Cabaret. Este fiica actriței Judy Garland și a celui de al doilea soț al acesteia, Vincente Minnelli. Este cunoscută pentru prezența scenică energizantă și vocea sa alto puternică. Minnelli este supranumită „Regina Broadway-ului”.
Căutând să lucreze în lumea teatrului, Minnelli se mută în 1961 în New York City, unde își începe cariera ca și actriță de musical, cântăreață în cluburi de noapte și cântăreață de muzică pop tradițională. Își face debutul pe scenă în piesa de teatru Best Foot Forward și câștigă un Premiu Tony pentru Flora the Red Menace în 1965, care marchează începutul colaborării dintre ea și duoul compozitor-scriitor Kander și Ebb. Ei au scris, regizat și produs multe dintre prestațiile televizate și de scenă ale lui Minnelli și au ajutat în conturarea imaginii sale stilizate de supraviețuitoare. Melodiile devenite imnuri de supraviețuire New York, New York, Cabaret și Maybe This Time, alături de rolurile sale pe scenă și pe marele ecran 
au consolidat-o pe Minnelli ca un important gay icon.
Lăudată de critici pentru primele sale presații din filme non-muzicale, în special The Sterile Cuckoo (1969), care i-a adus o nominalizare la Premiile Oscar pentru cea mai bună actriță, Minnelli ajunge un star internațional jucând în Cabaret și în emisiunea Liza with a Z (1972). Pe 22 iunie 1969 își pierde mama, Judy Garland, care moare la 47 de ani. Majoritatea filmelor sale următoare, cu excepția lui Arthur (1981), au primit critici negative și au fost dezamăgiri la box-office. Se întoarce pe Broadway pentru musicaluri precum The Act (1977), The Rink (1984) și concertul Liza's at The Palace... (2008) și lucrează în multe programe de televiziune și concerte de music hall la sfârșitul anilor '70. Concertele sale din 1979 și 1987 la Carnegie Hall și la Radio City Music Hall în 1991 și 1992 sunt recunoscute drept cele mai de succes prestații ale sale. Între 1988 și 1990 pleacă în turneu cu Frank Sinatra și Sammy Davis Jr. cu seria de concerte Frank, Liza & Sammy: The Ultimate Event. 
Din 2010, Minnelli a refuzat să mai țină concerte mari în favoarea spectacolelor intime.

## Copilărie

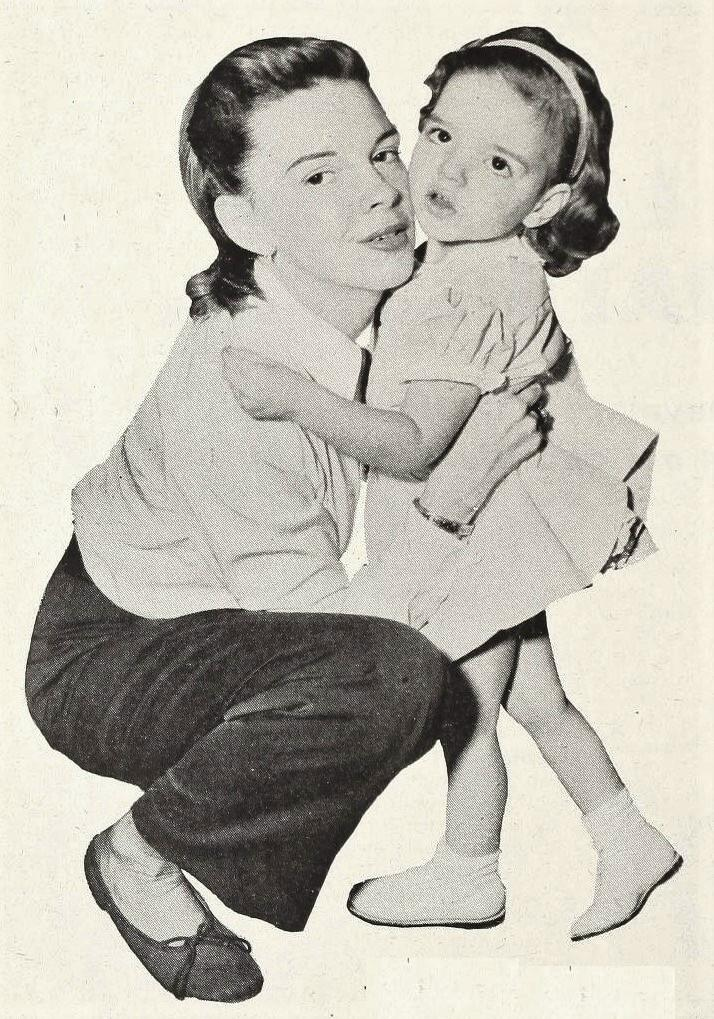
Liza Minnelli și mama sa, Judy Garland, în 1949

Liza May Minnelli s-a născut în 12 martie 1946 la Cedars-Sinai Medical Center în Beverly Boulevard, Los Angeles. Este fiica lui Judy Garland și a lui Vincente Minnelli. Și-a primit numele după cântecul lui Ira Gershwin, Liza (All the Clouds'll Roll Away). Minnelli are o soră vitregă, Lorna, și un frate vitreg, Joey, din mariajul lui Garland cu afaceristul Sid Luft. Mai are o soră vitregă pe nume Christiane Nina Minnelli (poreclită Nina Tina), din mariajul al doilea al tatălui său. Nașii lui Liza Minnelli sunt William Spier și scriitoarea Kay Thompson (autoarea cărților pentru copii Eloise). 
A fost distribuită în primul spectacol la trei ani, apărând în scena finală a filmului In the Good Old Summertime (1949); filmul îi mai are în distribuție pe Garland și Van Johnson. În 1961 se mută în New York, învățând la High School of Performing Arts și, mai tâziu, la Chadwick School.

## Carieră

### Teatru
În 1961, Minnelli a studiat la Cape Cod Melody Tent în Hyannis, Massachusetts. A făcut parte din corul piesei Flower Drum Song și a jucat rolul lui Muriel în Take Me Along. A început să profeseze ca solistă la vârsta de 17 ani cu relansarea musicalului Best Foot Forward, pentru care a primit premiul World Theatre.

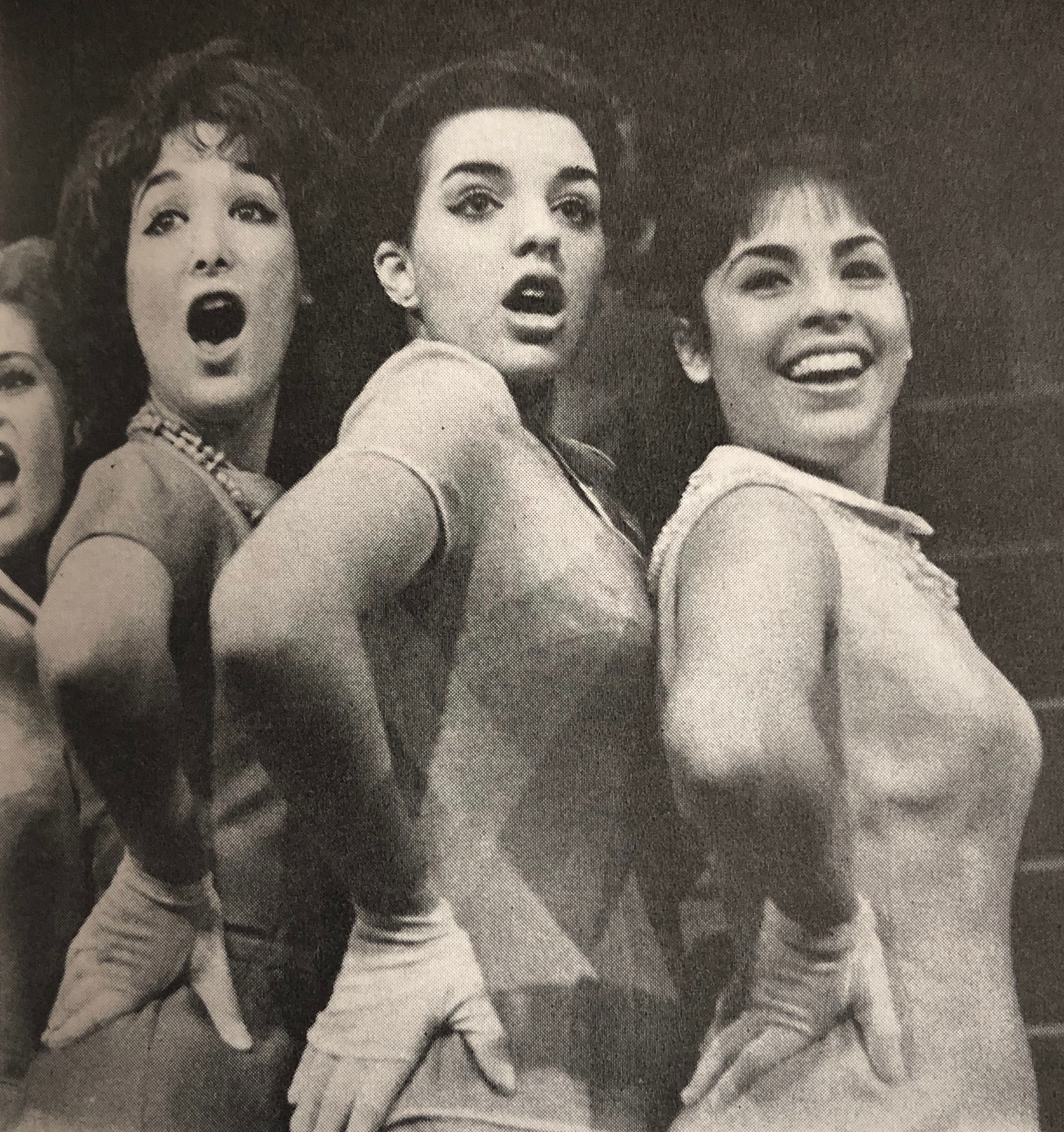
Liza Minnelli (mijloc) în piesa Best Foot Forward, 1963

Anul următor, mama sa o invită să cânte alături de ea în concertul de la London Palladium. Spectacolul este înregistrat și apoi lansat ca album. Studiază la Scarsdale High School pentru un an, unde ia parte în producția piesei Jurnalul Annei Frank și pleacă în Israel în turneu. Se întoarce pe Broadway la 19 ani, unde câștigă premiul Tony pentru Flora the Red Menace. Piesa de teatru marchează prima colaborare dintre ea, John Kander și Fred Ebb. 
În 1997, joacă pe Broadway musicalul Victor/Victoria, înlocuind-o pe Julie Andrews.

### Muzică
Minnelli a început să lucreze ca și cântăreață în cluburi de noapte la 19 ani, debutând la Hotelul Shoreham din Washington D.C.. În același an a susținut concerte în cluburi de noapte din Las Vegas, Los Angeles, Chicago, Miami și New York City. Succesul din urma spectacolelor sale live a dus la lansarea albumelor Liza! Liza! (1964), It Takes Time (1965) și There is a Time (1966), semnate cu casa de discuri Capitol Records. În primii ani a înregistrat atât melodii pop tradiționale, cât și cântece din musicalurile în care jucase.
Între 1968 și 1970, lansează albumele Liza Minnelli (1968), Come Saturday Morning și New Feelin' (ambele în 1970) cu A&M Records. Lansează The Singer (1973) și Tropical Nights (1977) cu Columbia Records.

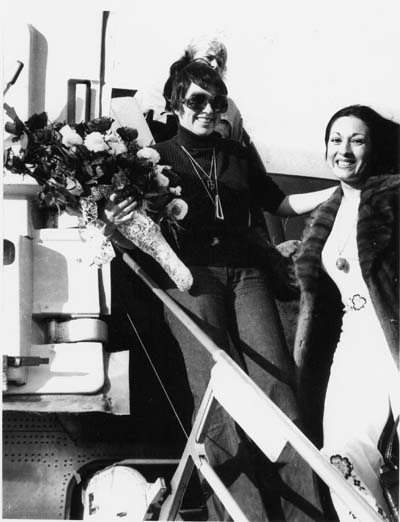
Minnelli ajugând în Barcelona, unde avea să concerteze pe 17 ianuarie 1975.

În 1989, colaborează cu grupul Pet Shop Boys pe albumul Results, o înregistrare dance electronică. Sunt lansate 4 single-uri: Losing My Mind, Don't Drop Bombs, So Sorry, I Said și Love Pains. Minnelli cântă live Losing My Mind la ceremonia Premiilor Grammy înainte să îi fie acordat Premiul Grammy Legend (primele premii de acest gen s-au acordat în 1990 lui Minnelli, Andrew Lloyd Webber, Smokey Robinson și Willie Nelson). Cu acest premiu, Minnelli devine una din cele 16 personalități - listă în care sunt incluși Whoopi Goldberg, Mike Nichols, Barbra Streisand, Audrey Hepburn și alții - care au câștigat un Oscar, un Grammy, un Tony și un Emmy.
În 1992, Minnelli cântă pe stadionul Wembley în concertul tribut pentru prietenul său, Freddie Mercury, melodia We Are the Champions, alături de restul formației Queen. În 1996, lansează albumul jazz Gently. 
În 2006, Liza Minnelli colaborează cu trupa My Chemical Romance pe albumul The Black Parade, cântând un solo cu Gerard Way în piesa Mama. Albumul Confessions este lansat de artistă în data de 21 septembrie 2010.

### Film
Primul rol creditat al lui Minnelli a fost cel din filmul Charlie Bubbles (1967). Patru ani mai tâziu devine vocea lui Dorothy în filmul animat Journey Back to Oz, inspirat de Vrăjitorul din Oz (film din 1939). 
Minnelli joacă o adolescentă excentrică în The Sterile Cuckoo (1969), primul film realizat de Alan J. Pakula. Primește o nominalizare pentru cea mai bună actriță la Premiile Oscar. Joacă alt personaj excentric în filmul Tell Me That You Love Me, Jonie Moon (1970), regizat de Otto Preminger. O scenă din film cauzează nemulțumiri în statul Massachusetts, fiind fără permisiune filmată într-un cimitir.
În 1972, Minnelli joacă în cel mai bine primit film al său, Cabaret. Ca să se pregătească pentru rol, Minnelli susține că a căutat fotografii cu actrițele Louise Glaum și Louise Brooks. Sally Bowles, personajul său, era o dansatoare de cabaret într-un club din Berlinul anilor '30. Filmul i-a adus Premiul Oscar pentru cea mai bună actriță, un Glob de Aur, un premiu BAFTA, și de asemenea premiul Sant Jordi și premiul David di Donatello pentru cea mai bună actriță străină.
Minnelli joacă după Cabaret (1972) în trei filme dezamăgitoare la box-office: Lucky Lady (1975), A Matter of Time (1976), în care joacă alături de Ingrid Bergman, și New York, New York (1977). Următor hit al lui Minnelli este filmul Arthur (1981). Mai joacă în Rent-a-Cop (1988),  Arthur 2: On the Rocks (1988) și în Stepping Out (1991), o comedie musical.

### Televiziune
Ca și copil și adolescent, Minnelli apare în diferite emisiuni și showuri de varietăți găzduite de personalități precum Jack Paar, Joe Franklin, Mike Douglas, Johnny Carson și Merv Griffin. În 1959, cântă și dansează împreună cu Gene Kelly în primul său special de televiziune. În anii '60, apare în emisiuni ca The Ed Sullivan Show, The Hollywood Palace și The Judy Garland Show.
În 1964, joacă un episod în serialul dramatic Mr. Broadway, interpretând rolul lui Minnie.
Urmând succesul filmului Cabaret, Minnellli realizează împreună cu regizorul Bob Fosse specialul televizat din 1972, Liza with a 'Z'. A Television Special. Specialul câștigă patru Premii Emmy, inclusiv unul pentru Minnelli.

## Viață personală
Minnelli a suferit de alcoolism și dependeță de droguri pentru o perioadă lungă de timp după ce mama sa a murit. Prietenul său, Andy Warhol, notează în jurnalul său despre adicția actriței.  Împreună cu Warhol și Bianca Jagger, Minnelli frecventa cluburile de noapte din New York City în anii '70.
Minnelli a declarat că are ca și confesiune Biserica Episcopală din Statele Unite.
Minnelli s-a căsătorit și a divorțat de patru ori. Primul mariaj, cu muzicianul australian Peter Allen, s-a încheiat în 1974 după ce Minnelli îl găsește acasă cu un alt bărbat. În același an, se căsătorește cu Jack Haley Jr., producător și regizor american. Tatăl lui Haley jucase în Vrăjitorul din Oz. Cei doi divorțează în 1979. 
Minnelli se căsătorește cu Mark Gero, sculptor, în 1979. Divorțează în 1992. Ultimul mariaj, cu David Gest, începe în 2002 și se finalizează cu divorțul lor din 2007, după ce s-au separat încă din iulie 2003.
Liza Minnelli nu are copii. O sarcină a lăsat-o cu hernie hiatală după ce doctorii au încercat să salveze copilul.

## Filmografie

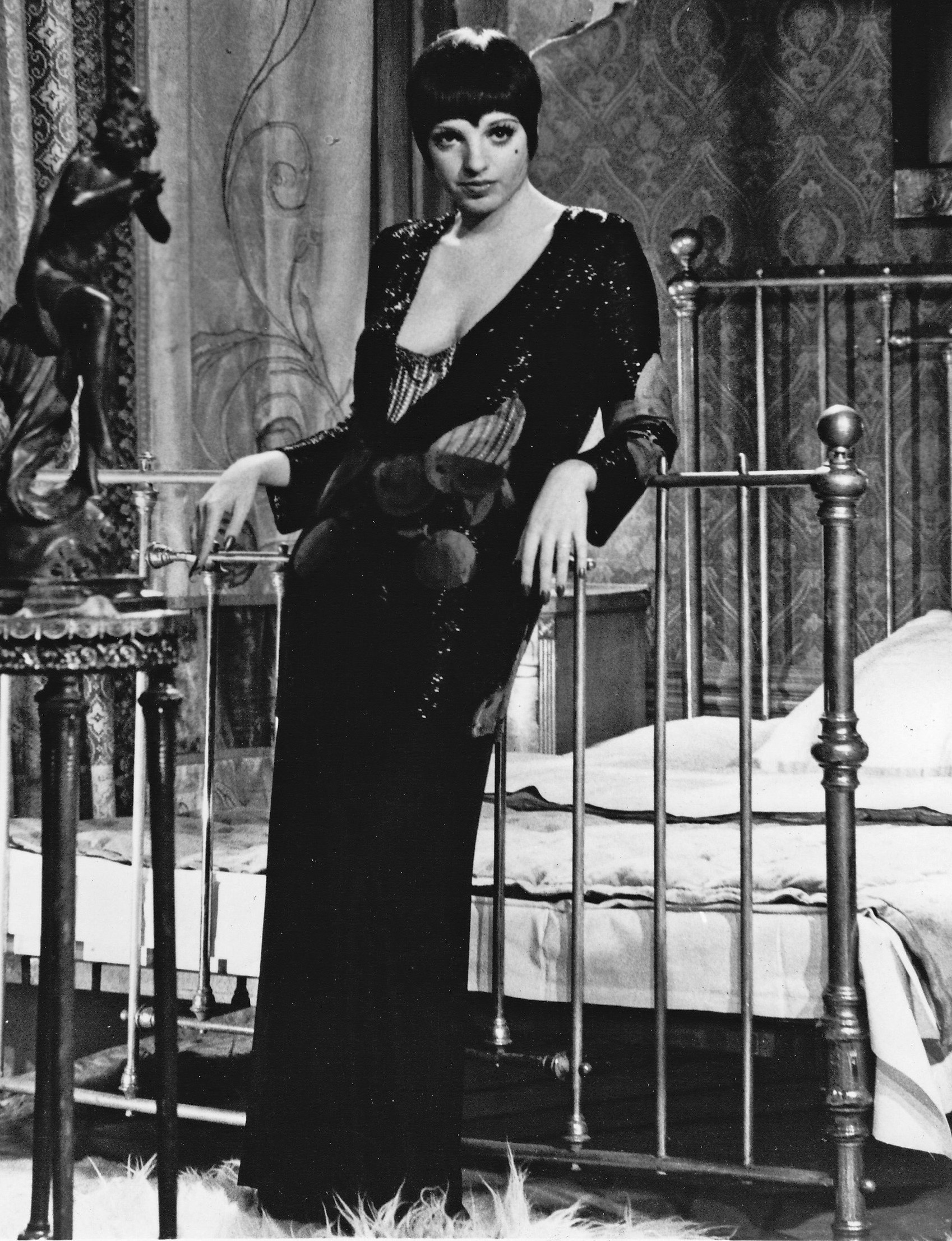
Liza Minnelli ca Sally Bowles în Cabaret (1972)

### Cinema
| An   | Film                                                               | Rol                       | Note |
| ---- | ------------------------------------------------------------------ | ------------------------- | --- |
| 1949 | In the Good Old Summertime                                         | Baby                      | necreditată |
| 1954 | The Long, Long Trailer                                             | Invitată la nuntă         | scene șterse |
| 1967 | Charlie Bubbles                                                    | Eliza                     | |
| 1969 | Bietul cuc                                                         | 'Pookie' (Mary Ann) Adams | Premiul David di Donatello pentru cea mai bună actriță străină Premiul Cercului de Critici de Film din orașul Kansas pentru cea mai bună actriță Premiul festivalului Mar del Plata pentru cea mai bună actriță Nominalizare — Premiul Oscar pentru cea mai bună actriță Nominalizare — Premiul BAFTA pentru cel mai promițător debut în rol principal Nominalizare — Premiul Globul de aur pentru cea mai bună actriță într-o dramă |
| 1970 | Spune-mi că mă iubești, Junie Moon                                 | Junie Moon                | |
| 1972 | Cabaret                                                            | Sally Bowles              | Premiul Oscar pentru cea mai bună actriță Premiul BAFTA pentru cea mai bună actriță Premiul David di Donatello pentru cea mai bună actriță străină Premiul Globul de Aur pentru cea mai bună actriță (muzical/comedie) |
| 1974 | Just One More Time                                                 | Ea însăși                 | necreditată |
| 1974 | That's Entertainment!                                              | Ea însăși (narator)       | |
| 1974 | Journey Back to Oz                                                 | Dorothy                   | voce |
| 1975 | Lucky Lady                                                         | Claire                    | Nominalizare — Premiul Globul de Aur pentru cea mai bună actriță (muzical/comedie) |
| 1976 | Comedie mută '77                                                   | Ea însăși                 | |
| 1976 | A Matter of Time                                                   | Nina                      | |
| 1977 | New York, New York                                                 | Francine Evans            | Nominalizare — Premiul Globul de Aur pentru cea mai bună actriță (muzical/comedie) |
| 1981 | Arthur                                                             | Linda Marolla             | Nominalizare — Premiul Globul de Aur pentru cea mai bună actriță (muzical/comedie) |
| 1983 | Regele comediei                                                    | Ea însăși                 | scene șterse |
| 1984 | Muppets cuceresc Manhattan-ul                                      | Ea însăși                 | |
| 1985 | În pași de dans                                                    | Ea însăși – Gazdă         | |
| 1988 | Polițist de închiriat                                              | Della Roberts             | Zmeura de Aur pentru cea mai proastă actriță într-un rol principal |
| 1988 | Arthur, rușinea familiei                                           | Linda Marolla Bach        | Zmeura de Aur pentru cea mai proastă actriță într-un rol principal |
| 1991 | Pași de step                                                       | Mavis Turner              | |
| 1994 | A Century of Cinema                                                | Ea însăși                 | documentar |
| 1995 | Unzipped                                                           | Ea însăși – necreditată   | documentar |
| 2006 | Oh ca în Ohio                                                      | Alyssa Donahue            | |
| 2010 | Broadway: Beyond the Golden Age                                    | Ea însăși                 | documentar |
| 2010 | Totul despre sex 2                                                 | Ea însăși                 | cameo |
| 2011 | Lady Gaga Presents the Monster Ball Tour: At Madison Square Garden | Ea însăși                 | |
| 2013 | Smash                                                              | Ea însăși                 | |

### Televiziune
- 1965: The Dangerous Christmas of Red Riding Hood
- 1979: The Muppet Show (sezon 4)
- 1984: The Princess and the Pea (episod din antologia Faerie Tale Theatre)
- 1985: A Time to Live
- 1988: Sam Found Out: A Triple Play
- 1994: Vieți paralele
- 1995: Bucuria de a trăi
- 2003-2005, 2013: Situație de criză
- 2009: Divă cu greutate
- 2013: Smash - The Surprise Party S2 Ep 10

### Special-uri
- 1964: Judy and Liza at the Palladium (cu Judy Garland)
- 1970: Liza
- 1972: Liza with a "Z" — A Concert for Television
- 1974: Love from A to Z (cu Charles Aznavour)
- 1980: Goldie and Liza Together (cu Goldie Hawn)
- 1980: An Evening with Liza Minnelli
- 1986: Liza in London
- 1987: Minnelli on Minnelli: Liza Remembers Vincente (documentar)
- 1989: Frank, Liza & Sammy: The Ultimate Event (cu Frank Sinatra and Sammy Davis, Jr.)
- 1992: Liza Live from Radio City Music Hall
- 1993: Liza & Friends: A Tribute to Sammy Davis, Jr. (cu Charles Aznavour, Tom Jones, Jerry Lewis și Cliff Richard)

## Discografie
| Albume de studio - 1964: Liza! Liza! - 1965: It Amazes Me - 1966: There Is a Time - 1967: Liza Minnelli - 1968: Come Saturday Morning - 1970: New Feelin' - 1973: The Singer - 1977: Tropical Nights - 1989: Results - 1996: Gently - 2010: Confessions | Înregistări ale distribuțiilor - 1963: Best Foot Forward - 1965: Flora the Red Menace - 1965: The Dangerous Christmas of Red Riding Hood - 1977: The Act - 1984: The Rink - 1995 Music from The Life: A New Musical | Coloane sonore - 1972: Cabaret - 1972: Liza with a "Z" - 1975: Lucky Lady - 1976: A Matter of Time - 1977: New York, New York - 1991: Stepping Out - 2010: Sex and the City 2 |

## Producții de scenă

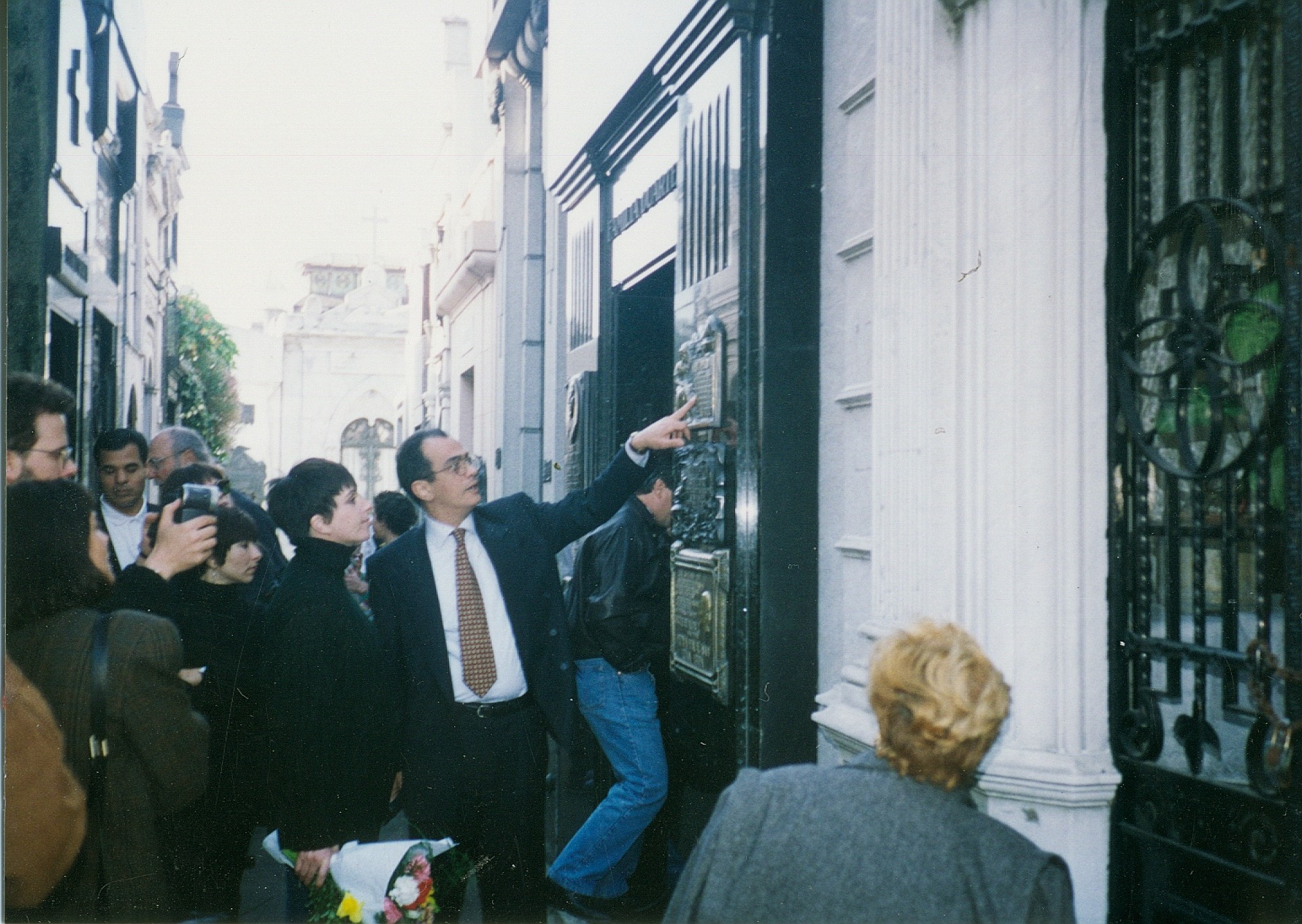
Liza Minnelli în 1993, vizitând mormântul lui Eva Perón (Evita)

- 1961: Wish You Were Here (Hyannis, Massachusetts)
- 1961: Take Me Along (Hyannis, Massachusetts)
- 1961: Flower Drum Song (Hyannis, Massachusetts)
- 1961-62: The Diary of Anne Frank (1961–1962) (Turneu)(Scarsdale High School, Scarsdale, NY)
- 1963: Best Foot Forward (Off-Broadway)
- 1964: Carnival! (Paper Mill Playhouse)
- 1964: Time Out For Ginger (Bucks County Playhouse)
- 1964: The Fantasticks (turneu)
- 1965: Flora the Red Menace (Broadway)
- 1966: The Pajama Game (turneu)
- 1974: Liza (solo, Broadway)
- 1975: Chicago (înlocuind-o pe Gwen Verdon, Broadway)
- 1977-78: The Act (Broadway)
- 1978: Are You Now or Have You Ever Been? (apariție episodică, Off-Broadway)
- 1978-79: The Owl and the Pussycat (Martha Graham Ballet/Londra și Lincoln Center/New York City)
- 1983: By Myself (solo, Los Angeles și Londra)
- 1984: The Rink (Broadway)
- 1994: Love Letters (Coconut Grove Playhouse, Miami)
- 1997: Victor/Victoria (înlocuind-o pe Julie Andrews pe durata vacanței, Broadway)
- 1999-00: Minnelli on Minnelli: Live at the Palace (concert, Broadway, Palace Theater)
- 2002: Liza's Back! (concert, New York și London)
- 2008-09: Liza's at the Palace...! (concert, Broadway, Palace Theater)

## Premii

### Premii de film
- Premiul Oscar pentru cea mai bună actriță pentru Cabaret
- Premiul Globul de Aur pentru cea mai bună actriță (muzical/comedie) pentru Cabaret
- Premiul BAFTA pentru cea mai bună actriță pentru Cabaret
- Premiul Globul de Aur pentru cea mai bună actriță într-o miniserie pentru A Time to Live

### Premii de televiziune
- Premiul Emmy pentru Liza with a Z (1972)